# Koningslied
Das Koningslied (dt.: Königslied) ist das offizielle Lied zur Thronbesteigung des niederländischen Prinzen Willem-Alexander am 30. April 2013. Es wurde unter Beteiligung von dutzenden bekannten niederländischen Künstlern komponiert.

## Reaktionen
Das Koningslied wurde am 20. April 2013 veröffentlicht. Im Vorfeld gab es sowohl in der Presse als auch im Internet starke Kritik am Lied, weshalb es der Komponist John Ewbank noch am selben Tag zurückzog. Jedoch wurde es zwei Tage später vom Nationaal Comité Inhuldiging, dem Organisationskomitee der Inthronisation, als offizielles Lied bestätigt. 
Die Kritik bezog sich unter anderem auf eindeutige sprachliche Fehler und zweifelhafte Ausdrücke, die vermutlich auf englischen Spracheinfluss zurückgehen. Weiter wurde der banale Text oder die komplizierte Melodie kritisiert, wodurch das Lied sich kaum zum Mitsingen eigne. Es sei zu melancholisch, und das lyrische Ich spricht davon, ihn (Willem-Alexander) zu beschützen, obgleich doch umgekehrt der König das Volk schützen solle. Manche wiederum störten sich am Rap-Teil, da dieser Musikstil Assoziationen mit Gewalttätern wecke. Schließlich fühlten sich Kritiker stark an die Melodien anderer Lieder erinnert, wie Fairytale aus dem Film Shrek. Willem-Alexander selbst lehnte es ab, einen Kommentar zum Lied zu äußern.
Laut Peil.nl fanden nur 46 (gegenüber 43) Prozent der Befragten es eine gute Idee, zur Zeit der Inthronisierung ein gemeinsames Lied zu singen. Auf einer Skala von 1 bis 10 gab man dem Lied die Note 3,8. Die Melodie schnitt mit 5,0 noch am besten ab, darauf folgte der Text des Refrains (3,7). 47 Prozent hätten es lieber gesehen, wenn das Lied abgesetzt worden wäre (39 für das Lied). Nur ein Prozent gab an, das Lied am Abend zur verabredeten Zeit an einem Ort gemeinsam singen zu wollen, immerhin sechs Prozent zuhause oder mit Freunden und Bekannten. Von den verschiedenen Liedern zum Anlass fanden 16 Prozent der Befragten Koningin van alle Mensen (von der Sendung RTL Boulevard) am besten, darauf folgte Je bent een Koning der beiden Studenten Allard und Huib und erst danach mit 12 Prozent das offizielle.

## Mitwirkende Künstler
- Willeke Alberti
- Ali B
- Jim Bakkum
- Bollebof
- Marco Borsato
- Alain Clark
- Ben Cramer
- Esmée Denters
- Do
- Sharon Doorson
- Frans Duijts
- Edwin Evers
- Jennifer Ewbank
- Fouradi
- Danny Froger
- René Froger
- Jack van Gelder
- Niels Geusebroek
- Glennis Grace
- Wouter Hamel
- André Hazes jr.
- Roxeanne Hazes
- Ruben Hein
- Chris Hordijk
- Ruth Jacott
- Laura Jansen
- Chantal Janzen
- Gerard Joling
- Pearl Jozefzoon
- Jeroen van Koningsbrugge
- Carel Kraayenhof
- Iris Kroes
- Paul de Leeuw
- Lisa Lois
- Jamai Loman
- Guus Meeuwis
- Anita Meijer
- Lavinia Meijer
- Johnny de Mol
- Nielson
- Rob de Nijs (zog sich zurück, nachdem er den Text des Lieds gelesen hatte)
- Trijntje Oosterhuis
- Kraantje Pappie
- Gers Pardoel
- Syb van der Ploeg
- Henk Poort
- Jaap Reesema
- Edsilia Rombley
- Rowwen Hèze
- Frédérique Spigt
- Lee Towers
- Babette van Veen

## Chartplatzierungen
Das Koningslied erreichte in der Woche vor der Thronübergabe Platz 1 der niederländischen iTunes-Charts und Platz 4 der Nederlandse Top 40.
| ChartsChartplatzierungen  | Höchstplatzierung | Wochen |
| ------------------------- | ----------------- | ------ |
| Flandern (Ultratop)       | 41 (1 Wo.)        | 1      |
| Niederlande (Media Markt) | 2 (4 Wo.)         | 4      |